# دکتر وای
دکتر وای (به انگلیسی: Dr. Wai همچنین تحت عنوان Dr. Wai in "The Scripture with No Words") عنوان یک فیلم رزمی، اکشن، فانتزی، کمدی محصول کشور هنگ کنگ و ساخته سال ۱۹۹۶ است. از این فیلم به عنوان ایندیاناجونز چینی نیز یاد می‌شود.

## داستان
سالها پیش یک جعبه نفرین شده که باعث مرگ بسیاری شده بود، پس از کشمکش و کشتار بسیار به دست فردی ناشناس افتاد. اینک زنی به نام مونیکا (روزاموند کوان) و از سویی دیگر شینگ (تاکشی کانشیرو) به یاری دکتر وای (جت لی) مأموریت میابند تا این جعبه را پیدا کنند اما نیرویی شیطانی آنها را تعقیب می‌کند…

## بازیگران
- جت لی در نقش چاو-دکتر وای
- روزاموند کوان مونیکا
- چارلی یانگ یان یان
- تاکشی کانشیرو شینگ
- بیلی چاو چان
- کولین چائو هونگ سینگ
- جانی کونگ در نقش لو
- لا کار-یینگ سردبیر